# رؤیای لیویو
رؤیای لیویو (به رومانیایی: Visul lui Liviu) یک فیلم کوتاه رومانیایی به کارگردانی کورنلیو پورومبویو است که در سال ۲۰۰۴ منتشر شد. از بازیگران آن می‌توان به دراگوش بوکور و گئورگه ویسو اشاره کرد.
این فیلم برندهٔ «جایزهٔ بهترین فیلم کوتاه» در جشنواره بین‌المللی فیلم ترانسیلوانیا شد.